# Les Quatre Continents
Les Quatre Continents, connue également comme Les Quatre Fleuves du Paradis, est une peinture à l'huile de l'artiste flamand Pierre Paul Rubens, datant des années 1610. Il peint les personnifications féminines de quatre continents (Europe, Asie, Afrique et Amérique) assises avec les personnifications de leurs grands fleuves, le Danube, le Gange, le Nil et le Río de la Plata. Il est exposé au Kunsthistorisches Museum de Vienne. 

## Description
L'Europe se trouve à gauche, l'Afrique au milieu, l'Asie à droite et l'Amérique derrière, à sa gauche. La tigresse, protectrice de la progéniture contre le crocodile, est utilisée comme symbole de l'Asie. La personnification du Danube tient un gouvernail. La partie inférieure de la peinture montre plusieurs putti. Peint au cours d'une période de trêve entre la République Néerlandaise et l'Espagne, les allégories des fleuves et leurs compagnes féminines, dans le luxe et l'abondance, reflètent les conditions que Rubens espérait pouvoir retourner à Anvers, après les opérations militaires.

## Interprétations
L'historien de l'art Elizabeth McGrath a proposé une autre interprétation des figures féminines sur la peinture, pensant qu'elles étaient en fait des nymphes représentant les sources des fleuves. McGrath a également suggéré d'autres noms de fleuves, le Tigre à la place du Danube et l'Euphrate, au lieu du Río de la Plata, arguant que ces noms apparaissent également dans l'exégèse chrétienne.

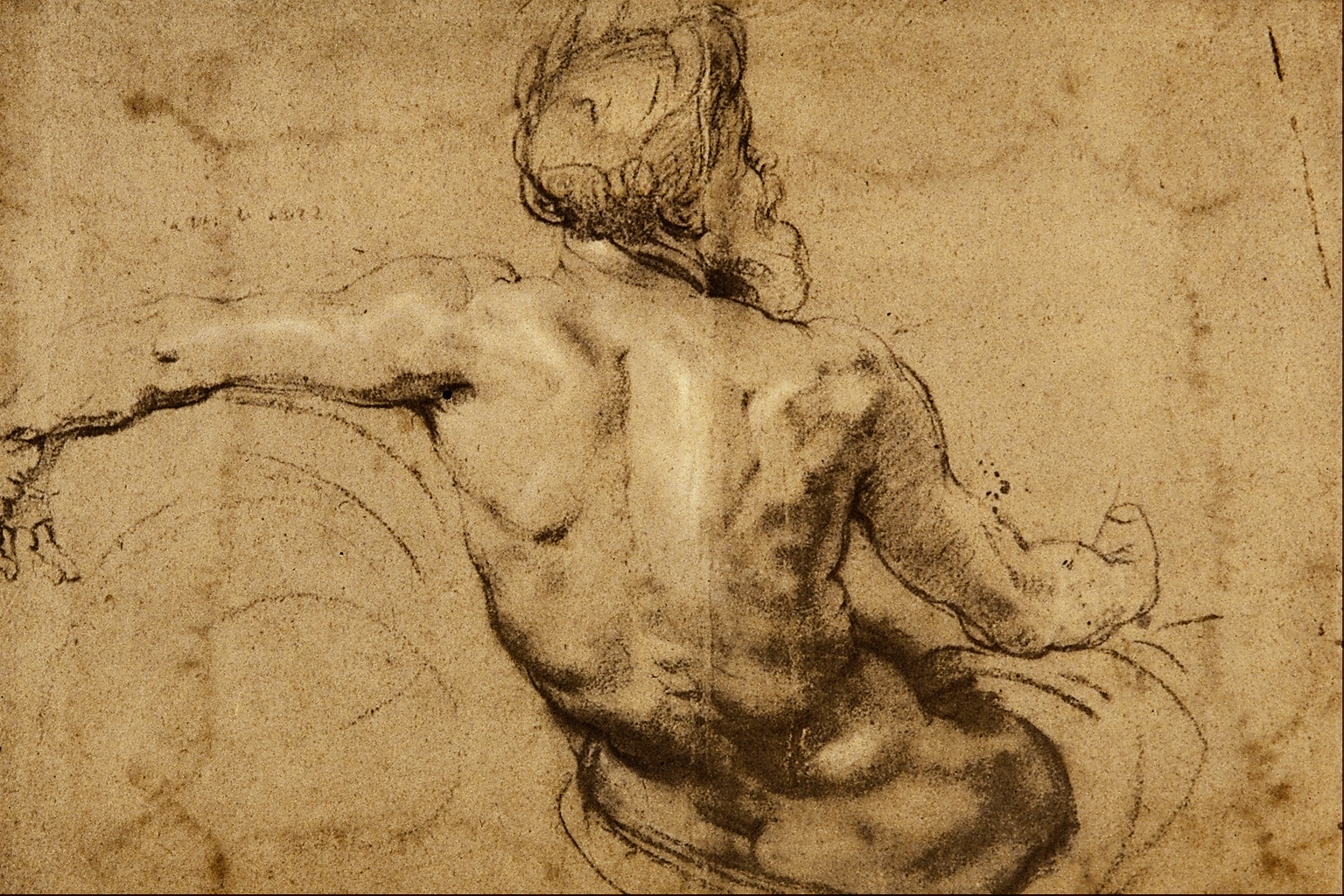
Étude d'une personnification de fleuve (Rubens).